# Новоселяне (община Куманово)
 Тази статия е за селото в Северна Македония.  За селото в България вижте Новоселяне.  
Новоселяне или Новоселяни (на македонска литературна норма: Новосељане; на албански: Novoseljani) е село в Северна Македония, в община Куманово.

## География
Селото е разположено в западното подножие на планината Манговица.

## История
В края на XIX век Новоселяне е българско село в Кумановска каза на Османската империя. Според статистиката на Васил Кънчов („Македония. Етнография и статистика“) от 1900 година Новоселяни е село, населявано от 220 жители българи християни.
Според патриаршеския митрополит Фирмилиан в 1902 година в Ново-Селане има 27 сръбски патриаршистки къщи. В 1905 година цялото християнско население на селото е под върховенството на Българската екзархия. По данни на секретаря на екзархията Димитър Мишев („La Macédoine et sa Population Chrétienne“) в 1905 година в Новоселяни има 176 българи екзархисти.
В 1910 година селото пострадва при обезоръжителната акция.
Според преброяването от 2002 година селото има 46 жители, всички северномакедонци.